# Joe D'Amato
Joe D'Amato, pravim imenom Aristide Massaccesi (Rim, 15. prosinca 1936. – Rim, 23. siječnja 1999.), talijanski filmski redatelj, snimatelj i scenarist.

## Životopis
Još u ranoj mladosti radio je honorarne poslove na filmskim setovima. Od 1969. godine radio je kao direktor fotografije, a zatim kao asistent redatelja do 1974. godine.
Samostalnom režijom počeo se baviti 1972. godine, no uglavnom se potpisivao pseudonimima, kako ne bi ugrozio karijeru direktora fotografije. S druge strane, poslove scenariste i snimatelje uglavnom je potpisivao pravim imenom. Tijekom 1970-ih režirao je nekoliko erotskih filmova iz serijala Crna Emanuelle koju je glumila Laura Gemser, poput Emanuelle u Bangkoku (1976.), Emanuelle i posljednji kanibali (1977.) i Emanuelle u Americi (1977.).
Tijekom 1980-ih i 1990-ih snimio je preko stotinu pornografskih filmova za talijansko video tržište, ali nastavio je snimati i druge vrste filmova pod različitim pseudonimima.

## Izabrana filmografija
- Emanuelle u Bangkoku, 1976.
- Eva nera, 1976.
- Emanuelle u Americi, 1977.
- Emanuelle - Perché violenza alle donne?, 1977.
- Emanuelle i posljednji kanibali, 1977.
- Emanuelle i trgovina bijelim robljem, 1978.
- Buio Omega, 1980.
- Le notti erotiche dei morti viventi, 1980.
- Porno holocaust, 1981.
- Caligola: La storia mai raccontata, 1982.
- Ator l'invincibile, 1982.
- Ator l'invincibile 2, 1984.
- Quest for the Mighty Sword, 1990.